# مكتبة سيسل الخضراء
مكتبة Cecil H. Green Library (المعروفة باسم المكتبة الخضراء ) هي المكتبة الرئيسية في حرم جامعة ستانفورد وهي جزء من نظام SUL. سميت باسم سيسيل هوارد غرين.

## نبذة
تضم المكتبة الخضراء 4 ملايين مجلد، يرتبط معظمها بالعلوم الإنسانية والاجتماعية. تغطي المكتبات في أماكن أخرى بالحرم الجامعي مجالات متخصصة مثل الأعمال أو القانون أو الفن أو الطب أو الهندسة. يتم مسح الكتب من مكتبة الخضراء ومكتبات ستانفورد الأخرى كجزء من مشروع كتب Google. 

## تاريخ
كانت أقدم مكتبة في ستانفورد في المربع الداخلي. كانت موجودة في غرفة واحدة كبيرة تتسع لـ 100 قارئ. تم استبدال هذا في عام 1900 بمبنى منفصل في المربع الخارجي، سمي مكتبة توماس ويلتون ستانفورد بعد مانحها الرئيسي. تم التعرف على هذه المكتبة على أنها صغيرة جدًا، وبدأت مكتبة جديدة أكبر في مبنى منفصل، ولكن تم تدميرها في زلزال سان فرانسيسكو عام 1906 قبل أن يتم احتلالها. 
تمت الموافقة على مكتبة جديدة رئيسية في عام 1913 واكتملت في عام 1919.  يشكل هذا المبنى الجزء الأقدم من المكتبة الخضراء. في عام 1980 ، تمت إضافة ملحق أكبر وتمت إعادة تسمية المكتبة باسم Cecil H. Green. يُعرف الجزء الأصلي من المبنى الآن باسم Bing Wing for Peter Bing ، الذي تبرع بمبلغ كبير من المال لإصلاحه بعد زلزال Loma Prieta عام 1989 .

## التصميم
كان تصميم المكتبة الخضراء خروجًا مهمًا ومبكرًا عن الطراز المعماري لأربعة أقسام رئيسية في ستانفورد. عقدت جين ستانفورد مسابقة تصميم للمكتبة الجديدة واختارت تقديم جوزيف ماكاي، صانع زجاج فني في سان فرانسيسكو، والذي اعتمد على أسلوب الرومانسيك أكثر من المباني الحالية. عدة طوابق طويلة، تم تجديد هذا المبنى الأصلي في عام 1999 ويشكل الآن القاعات الرئيسية والمكتبة المستديرة

## روابط خارجية
- مكتبات جامعة ستانفورد ومصادر المعلومات الأكاديمية
- جولة عبر الإنترنت في المكتبة الخضراء
- مركز المعلومات، المكتبة الخضراء نسخة محفوظة 15 ديسمبر 2012 at Archive.is